# Lewicowy libertarianizm

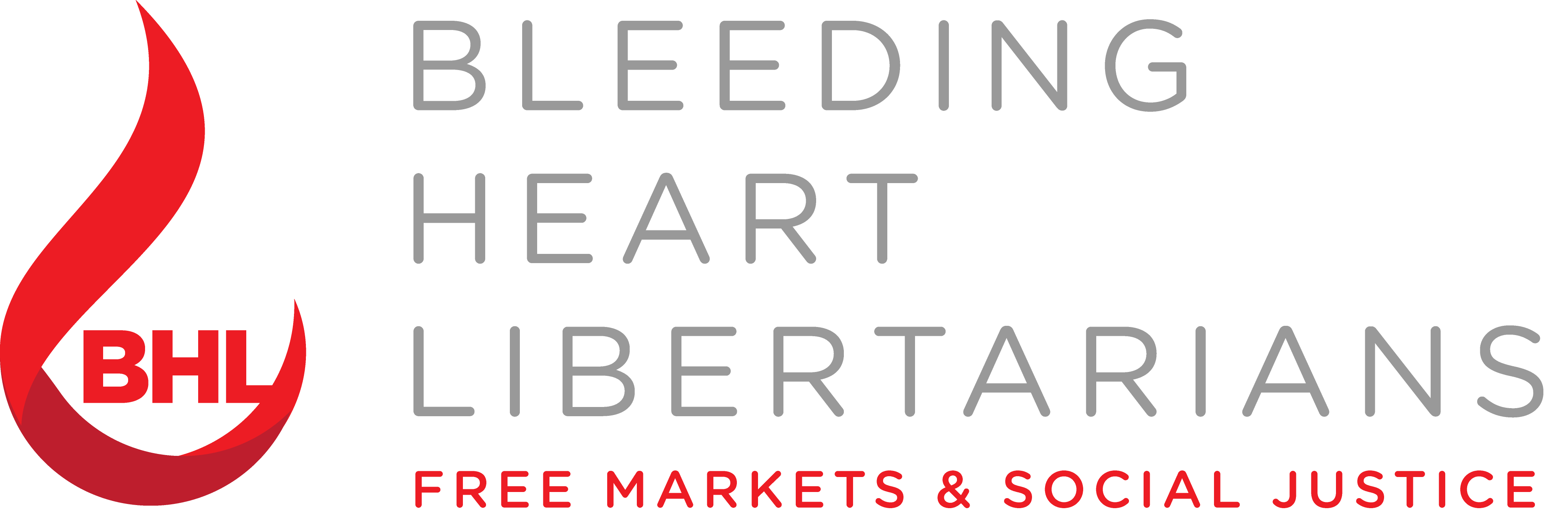
Logo libertarian krwawiących serc

Lewicowy libertarianizm (ang. left-wing libertarianism) – lewicowy odłam libertarianizmu. Utożsamiany z co najmniej trzema doktrynami. W jednym przypadku chodzi o socjalizm wolnościowy, libertariański marksizm czy po prostu anarchizm w myślach takich filozofów jak Pierre-Joseph Proudhon, Michaił Bakunin czy bardziej współcześnie Noam Chomsky, w drugim o teorię sprawiedliwości uznającym za główny cel prawo do pełnego samoposiadania (ang. full self-ownership) wyrażone np. w książce "Anarchia, państwo, utopia" Roberta Nozicka, a w trzecim o agoryzm.
Lewicowi libertarianie, zachowując pełny szacunek dla wolności osobistej, w przeciwieństwie do prawicowych libertarian są sceptyczni lub całkowicie przeciwni własności prywatnej dóbr naturalnych.